# City Of Surprise Women's Open 2010
Il City Of Surprise Women's Open 2010 è stato un torneo di tennis facente parte della categoria ITF Women's Circuit nell'ambito dell'ITF Women's Circuit 2010. Il torneo si è giocato a Surprise in USA dal 15 al 21 febbraio 2010 su campi in cemento e aveva un montepremi di 25 000 $.

## Vincitrici

### Singolare
Abigail Spears ha battuto in finale  Kurumi Nara con il punteggio di 6–1 6–2

### Doppio
Ji Chun-Mei /  Xu Yi-Fan hanno battuto in finale  Christina Fusano /  Courtney Nagle con il punteggio di 5–7 6–2 [10–5]